# 泰格尔
泰格爾（德語：Tegel，德語：[ˈteːɡl̩] ⓘ）是德國柏林赖尼肯多夫区的一个下属区。區名取自於泰格尔湖。泰格爾區是柏林各区下属区中面積第二大的區，僅次於克珀尼克。柏林主要的國際機場柏林-泰格爾奧托·利林塔爾機場位於這裡。泰格爾區還有德國規模最大的監獄。

## 外部連結
维基共享资源上的相關多媒體資源：Tegel
- （德文） Tegel page of Reinickendorfer site （页面存档备份，存于）
- Launch site of the Verein für Raumschiffahrt at Berlin-Tegel